# Airlines for Europe
Airlines for Europe (A4E) es la mayor asociación de aerolíneas de la UE y representa el 70% del tráfico aéreo europeo.

## Historia
A4E fue fundada en enero de 2016 por las cinco aerolíneas más grandes de Europa: Air France–KLM Group, easyJet, International Airlines Group, Lufthansa Group y Ryanair Holdings y actúa como la voz unida de las aerolíneas comerciales europeas en Bruselas.
A4E cuenta actualmente con 16 importantes grupos de aerolíneas como miembros. Se han unido a A4E nuevas aerolíneas, tanto grandes como pequeñas, desde aerolíneas de bajo coste hasta compañías de leasing, tradicionales y de carga. Además de las aerolíneas, también son miembros de A4E fabricantes globales como Airbus, Boeing, Embraer, GE y Thales.

## Objetivos
El objetivo principal de esta asociación es abordar cuestiones políticas clave que afectan a los pasajeros y la carga, promoviendo al mismo tiempo soluciones a largo plazo que beneficien al sector de la aviación de Europa, entre las que se incluyen:
- Mejorar la eficiencia del espacio aéreo europeo y garantizar un Cielo Único Europeo .

- Revisión de la legislación sobre los derechos de los pasajeros aéreos en Europa.
- Mejorar las medidas de seguridad para las aerolíneas y sus pasajeros.
- Abordar el problema del poder del mercado aeroportuario y los impuestos y tasas de aviación excesivos.
- Avanzar hacia una economía con cero emisiones o bajas emisiones de carbono y, de ese modo, apoyar los esfuerzos para alcanzar los objetivos del Acuerdo de París . [3]

## Miembros

### Aerolíneas miembro
A fecha de septiembre de 2020, los siguientes grupos de aerolíneas son miembros de A4E:
| Grupos de aerolíneas   | Aerolíneas miembro                                                                                            |
| ---------------------- | --- |
| Aegean Airlines        | Aegean Airlines B                                                                                             |
| AirBaltic              | AirBaltic |
| Air France–KLM Group A | Air France B KLM B Transavia B Martinair C Air France-KLM Cargo C                                             |
| Cargolux               | Cargolux C |
| EasyJet Group A        | EasyJet UK EasyJet Europe EasyJet Switzerland                                                                 |
| Finnair                | Finnair Finnair Cargo C                                                                                       |
| IAG A                  | British Airways B Aer Lingus Iberia B LEVEL Vueling IAG Cargo C                                               |
| Icelandair             | Icelandair |
| Jet2.com               | Jet2 |
| Lufthansa Group A      | Lufthansa B Austrian Airlines Brussels Airlines Eurowings B Swiss International Air Lines B Lufthansa Cargo C |
| Norwegian              | Norwegian Air Shuttle Norwegian Air Sweden                                                                    |
| Ryanair Holdings A     | Ryanair Buzz Malta Air Lauda Ryanair UK                                                                       |
| Smartwings             | CSA Czech Airlines Smartwings Hungary Smartwings Poland Smartwings Slovakia                                   |
| TAP Air Portugal       | TAP Air Portugal B                                                                                            |
| TUI Group              | TUI fly Deutschland TUI fly Belgium TUI fly Netherlands TUI fly Nordic TUI Airways                            |
| Volotea                | Volotea |

A Miembros fundadores
B Incluyendo filiales
C Flota de carga

### Fabricantes miembros
También participan en esta organización cinco fabricantes de aeronaves internacionales.
- Aerobús
- Boeing
- Embraer
- GE Aviation
- Grupo Thales

### Miembros asociados
- One Sky Solutions
- Rechtsanwälte
- Oracle Solicitors